# Mieczysław Okęcki
Mieczysław Szczęsny Okęcki (ur. 20 listopada 1882 w Warszawie, zm. 21 marca 1952 w Sopocie) – polski inżynier i wykładowca, działacz społeczny, wojewoda gdański (1945–1946).

## Życiorys
Po ukończeniu III Gimnazjum Klasycznego w Warszawie kształcił się na Wydziale Matematyki Cesarskiego Uniwersytetu Warszawskiego, Politechnice w Darmstadt (dyplom inżyniera w 1909) oraz Wydziale Inżynierii Lądowej i Wodnej Politechniki w Sankt Petersburgu, który ukończył w 1913, podejmując pracę w rosyjskim ministerstwie komunikacji w Piotrogrodzie (1914–1916). W 1920 wrócił do Polski, przez cały okres dwudziestolecia pozostając zatrudniony w ministerstwie robót publicznych, a następnie komunikacji. Uczestniczył w Międzynarodowym Kongresie Transportu Samochodowego w Londynie (1927) oraz Kongresie Transportu Samochodowego w Genewie (1929) jako reprezentant RP. W latach 30. pełnił obowiązki wicedyrektora Wydziału Techniki Zarządu m.st. Warszawy.
W latach 1938–1944 przebywał w Afganistanie jako naczelny inżynier rządu w Kabulu. W 1944 powrócił do Polski, gdzie uzyskał nominację na wiceszefa resortu komunikacji PKWN. Przystąpił do pracy w Stronnictwie Demokratycznym, będąc członkiem jego Tymczasowej Rady Naczelnej oraz Komisji Rewizyjnej Centralnego Komitetu. 30 marca 1945 objął obowiązki wojewody gdańskiego, które pełnił do końca stycznia 1946. Po odejściu z urzędu związał się z Politechniką Gdańską, gdzie pracował jako wykładowca oraz kierownik katedry na Wydziale Inżynierii Lądowej i Wodnej. Zmarł w Sopocie i został tam pochowany.
Był odznaczony Krzyżem Komandorskim i Kawalerskim Orderu Odrodzenia Polski.
Pochowany na cmentarzu katolickim w Sopocie (kwatera B6-12-14).

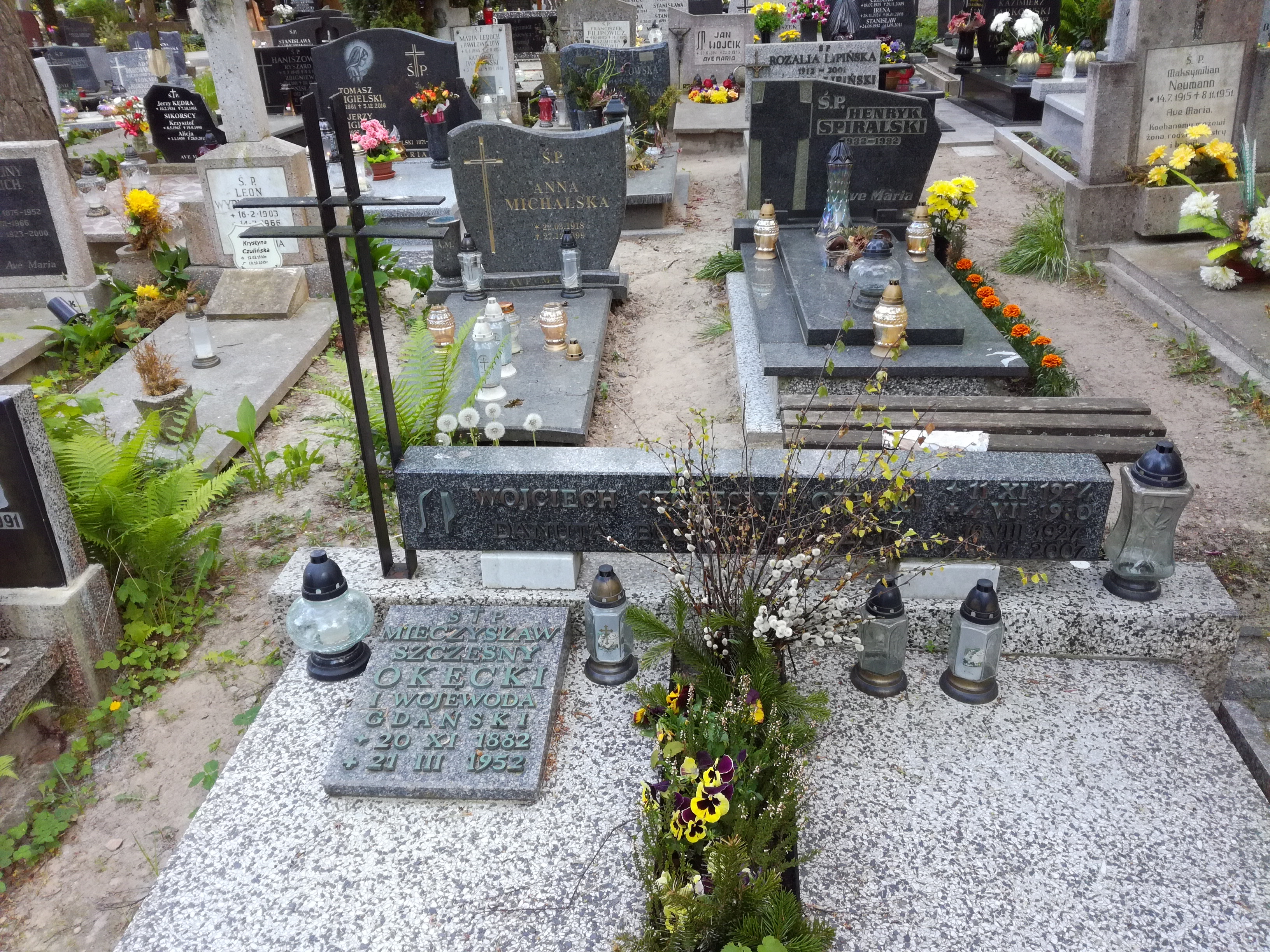
Grób Mieczysława Okęckiego na cmentarzu katolickim w Sopocie